# Renault Captur
La Renault Captur è un'autovettura prodotta dal 2013 dalla casa automobilistica francese Renault.

## Prima generazione (2013-2019)
Dopo il pensionamento nel 2012 della monovolume Modus, la Renault decide di rimpiazzarla con un crossover SUV di medio-piccole dimensioni. La prima generazione della Captur è stata presentata al Salone di Ginevra 2013. Per la produzione viene scelta la fabbrica di Valladolid. Nel 2017 viene sottoposta a un restyling di metà carriera. Esce di produzione nel 2019, dopo circa 1 200 000 esemplari prodotti.

## Seconda generazione (dal 2019)
La seconda generazione realizzata sulla piattaforma CMF-B viene introdotta nell'estate del 2019. Più grande della precedente generazione, va a posizionarsi nella fascia media dei SUV. Per la prima volta viene introdotta una motorizzazione ibrida leggera, normale e plug-in. Inoltre viene prodotta anche in Cina, nella fabbrica di Wuhan.
Dal 2022 viene venduta in Europa anche con il nome di Mitsubishi ASX.

## Galleria d'immagini
| Nome              | Fronte | Retro | Periodo produzione |
| ----------------- | ------ | ----- | ------------------ |
| Renault Captur I  |        |       | 2013-2019          |
| Renault Captur II |        |       | Dal 2019           |